# Allan MacEachen

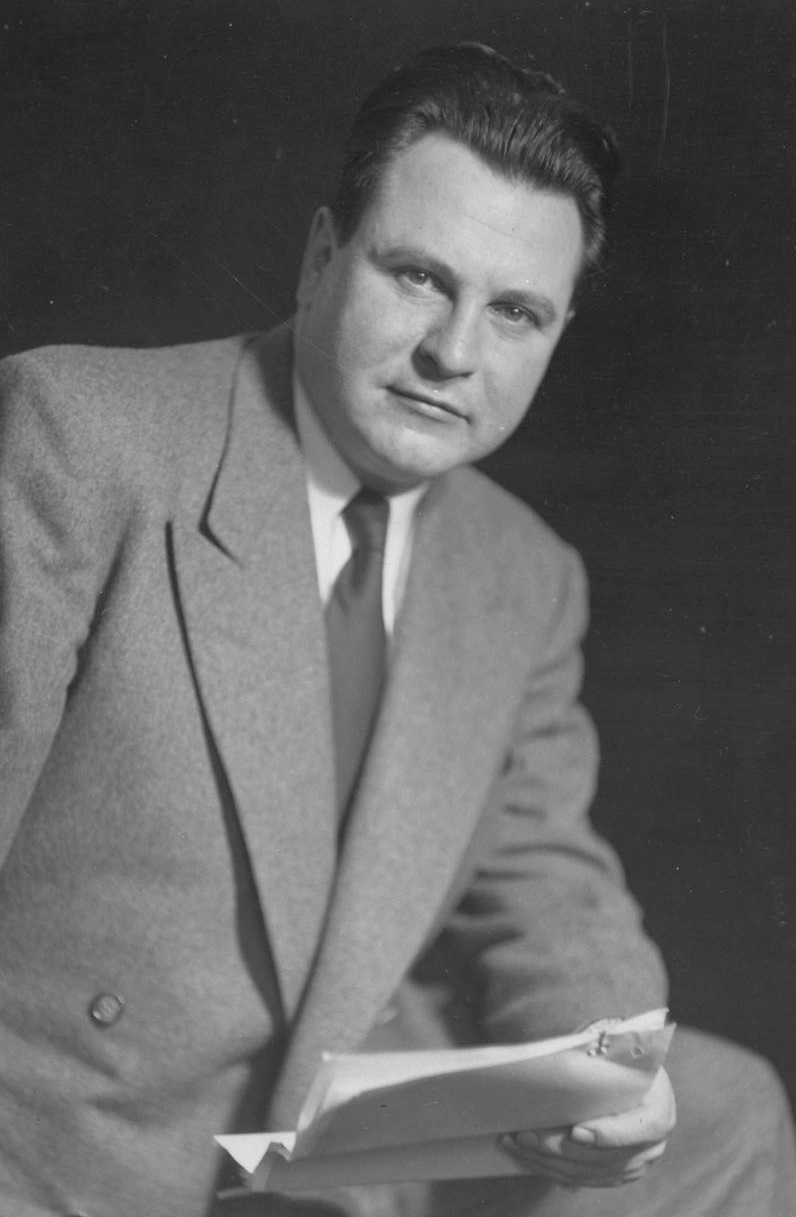
Allan MacEachen

Allan Joseph MacEachen PC OC (* 7. Juni 1921 in Inverness, Nova Scotia, Kanada; † 12. September 2017 in Antigonish, Nova Scotia, Kanada) war ein kanadischer Ökonom, Hochschullehrer und Politiker der Liberalen Partei Kanadas, der nicht nur Vize-Premierminister von Kanada, sondern auch mehrfach Minister war.

## Leben

### Aufstieg zum Abgeordneten und Minister
MacEachen, der aus einer einfachen Bergarbeiterfamilie von der Kap-Breton-Insel stammte, studierte nach dem Schulbesuch Wirtschaftswissenschaft und Rechtswissenschaft und schloss diese Studien mit einem Master of Arts ab. Darüber hinaus erwarb er sowohl einen Doktor der Rechte (LL.D.) als auch einen Litt.D. und war später als Professor an der Saint Francis Xavier University tätig.
Seine politische Laufbahn begann er im August 1953, als er als Kandidat der Liberalen Partei erstmals zum Mitglied in das Unterhaus gewählt wurde und dort zunächst bis März 1958 den Wahlkreis Inverness-Richmond vertrat. Bei der Wahl 1958 erlitt er eine Niederlage und schied zunächst aus dem Unterhaus aus, wurde aber im Juni 1962 wieder gewählt und vertrat bis Juni 1968 abermals den Wahlkreis Inverness-Richmond.
Im April 1963 wurde er von Premierminister Lester Pearson in das 19. Kanadische Kabinett berufen und übernahm dort als Arbeitsminister sein erstes Ministeramt, das er bis Dezember 1965 bekleidete. Nach einer Regierungsumbildung wurde er im Dezember 1965 Minister für Amateursport sowie Minister für Nationale Gesundheit und Wohlfahrt und hatte diese Funktionen auch unter Pearson Nachfolger Pierre Trudeau zu Beginn des 20. Kanadischen Kabinetts bis Juli 1968 inne. Außerdem war er von Januar 1966 bis Mai 1967 auch Vorsitzender des Sonderausschusses des Unterhauses für Verfahren und Organisation. Daneben war er von Mai 1967 bis April 1968 erstmals Führer der Regierungsfraktion im Unterhaus sowie zugleich von Mai bis Juli 1968 amtierender Präsident des Kanadischen Kronrates. Im April 1968 bewarb er sich um das Amt des Vorsitzenden der Liberalen Partei als Nachfolger Pearsons, unterlag dabei allerdings Pierre Trudeau.

### Stellvertreter Trudeaus und Senator
Im Juni 1968 wurde er wieder ins Unterhaus gewählt und vertrat nunmehr bis Juni 1984 den Wahlkreis Cape Breton Highlands-Canso.
Nach einer Tätigkeit als Minister für Arbeitskraft und Einwanderung von Juli 1968 bis September 1970, war er zwischen September 1970 und August 1974 Präsident des Kronrates. In dieser Funktion war er zum zweiten Mal auch Führer der Regierungsfraktion im Unterhaus. Zwischen August 1974 und September 1976 war er erstmals Außenminister, ehe er von September 1976 bis zum Ende von Trudeaus erster Amtsperiode im Juni 1979 wieder Präsident des Kronrates war sowie von September 1976 bis März 1979 abermals Führer der Regierungsfraktion im Unterhaus. Zwischen September 1977 und Juni 1979 war er darüber hinaus erstmals Vize-Premierminister und damit Stellvertreter von Pierre Trudeau. Zugleich war er von 1977 bis 1984 Vize-Vorsitzender der Liberalen Partei sowie zwischen Oktober und Dezember 1979 Oppositionsführer im Unterhaus.
Das Amt des Vize-Premierministers übernahm er später von März 1980 bis Juni 1984 auch im 22. Kanadischen Kabinett, das ebenfalls von Pierre Trudeau geleitet wurde. Während dieser Zeit war er von März 1980 bis September 1982 zunächst Finanzminister sowie danach von September 1982 bis Juni 1984 wieder Außenminister Kanadas. Zwischen Februar 1981 und 1984 war MacEachen zudem Regionalminister für Nova Scotia.
Auf Vorschlag von Premierminister Trudeau wurde er am Ende von dessen Amtszeit am 29. Juni 1984 zum Mitglied im Kanadischen Senat ernannt, vertrat in diesem bis Juli 1996 Highlands-Canso und damit die Provinz Nova Scotia. Am Anfang seiner Senatszugehörigkeit war er zugleich von Juni bis September 1984 Vorsitzender der Regierungsfraktion im Senat. Im Anschluss war er Leader of the Opposition in the Senate und damit bis zu seinem Rücktritt am 30. September 1991 Vorsitzender der liberalen Oppositionsfraktion des Senats.
Für seine politischen Verdienste wurde er im Oktober 2008 Officer des Order of Canada.